# Brejtovskij rajon
Il Brejtovskij rajon (in russo Брейтовский район?) è un rajon dell'Oblast' di Jaroslavl', nella Russia europea; il capoluogo è Brejtovo. Ricopre una superficie di 2.160 chilometri quadrati.